# José Antonio Chicoy
José Antonio Chicoy Massa (Madrid, 2 de noviembre de 1947) es un exnadador alicantino, en la modalidad de distancias cortas. Formó parte del Club de Regatas de Alicante.

## Trayectoria
Entre sus mayores éxitos deportivos, los cuales llegaron en los años 1967-68, destacar su participación en los Juegos Mediterráneos de 1967, en Túnez, donde consiguió la medalla de oro en los 100 metros libres, con un tiempo de 55,4. 
Con este bagaje fue seleccionado por el combinado español para representar a España en los Juegos Olímpicos de México. Chicoy participó en cuatro disciplinas, una individual y tres de equipo. 
En los 100 metros libres llegó hasta las semifinales, después de concluir en 6 posición. Con un tiempo de 54,9 el mismo que en la serie clasificatoria donde había quedado en segunda posición.  
En los 4 x 100 metros libres, el equipo español, quedó eliminado en primera ronda, al acabar en quinta posición. Chicoy va a ser el primer relevista con un tiempo de 55,1. 
En los 4x200 metros libres, de nuevo los españoles fueron eliminados en primera ronda, al quedar en cuarta posición en sus series. Chicoy va a ser el tercer relevista con un tiempo de 2:06:1.
En los 4 x 100 metros estilos, el coniunto español de natación superó la primera ronda al quedar en segunda posición. Chicoy hizo el último relevo con un tiempo de 54,1. En la final de la disciplina, el alicantino fue de nuevo quién cerraba los relevos, esta vez con un tiempo de 54,3. Al final octava posición para el equipo ibérico. Esta fue la única final olímpica donde participó José Antonio Chicoy.
El 23 de septiembre de 2014 el Excmo. Ayuntamiento de Alicante le ha dado su nombre al complejo de piscinas más importante de la ciudad Complejo de Piscinas José Antonio Chicoy "Monte Tossal"